# 歩兵第38連隊
歩兵第38連隊（ほへいだい38れんたい、歩兵第三十八聯隊）は、大日本帝国陸軍の連隊のひとつ。

## 沿革
- 1896年（明治29年）
  - 3月14日：『陸軍平時編制』を改定（勅令第二十四號）。第7～第12師団の編成を決定。
  - 9月25日：波多野毅大佐が歩兵第38連隊長として補職。
  - 11月14日：歩兵第9連隊第1大隊（大津）兵舎において連隊本部、第1大隊本部を開設。
  - 12月1日：第1大隊を編成。
  - 12月8日：第2大隊兵舎が失火により焼失。[注釈 1]
- 1897年（明治30年）
  - 7月28日：京都府紀伊郡深草村の新兵営が竣工し転営。
  - 12月1日：第2大隊が編成。
- 1898年（明治31年）
  - 3月24日：軍旗拝受
  - 12月1日：第3大隊が編成され編成完結。第4師団隷下の歩兵第19旅団（大阪）に編入。
- 1901年（明治34年）
  - 6月：台湾守備隊交代要員として220名派遣。
  - 6月：清国派遣部隊として58名派遣。
- 1902年（明治35年）
  - 11月14日：台湾守備派遣隊第4大隊に編入されていた第1中隊が騒擾を企図した蕃族を討伐。
  - 12月　　 ：清国派遣部隊として135名派遣。
- 1903年（明治36年）5月：朝鮮駐箚隊に第3大隊 派遣。
- 1904年（明治37年）
  - 2月10日： 日露戦争勃発。
  - 3月6日  ：連隊に動員下令。
  - 4月14日：師団とともに大阪港を出港。
  - 5月10日：遼東半島塩大澳に上陸。
  - 5月15日：歩兵第19旅団（安東貞美少将）に属し歩兵第9連隊とともに普蘭店を攻略。
  - 5月25日：金州の戦闘に参加。
  - 6月13日：得利寺の戦闘に参加。
  - 8月26日：遼陽の戦闘に参加。
  - 8月　　 ： 台湾守備隊交代要員として171名に派遣。
- 1905年（明治38年）
  - 2月28日 ：奉天会戦に参加。
  - 9月5日　：講和条約が締結。
  - 12月15日：京都に凱旋。
- 1907年（明治40年）9月17日：陸軍省は『陸軍管區表』･『陸軍常備團隊配備表』を改正。第4師団から第16師団（山中信儀中将・京都）に隷属変更[注釈 2]。
- 1911年（明治44年）3月：清国派遣部隊として、第10中隊を派遣。
- 1919年（大正8年）
  - 3月1日：満洲駐箚が下令。
  - 4月　  ：連隊主力は兵営を出発し、大阪港を出航、大連･旅順の警備。
- 1921年（大正10年）4月：京都に帰還。
- 1925年（大正14年）5月1日：第三次軍備整理（宇垣軍縮）により、歩兵第38連隊は奈良市高畠の旧歩兵第53連隊兵営に転営[注釈 3]。
- 1929年（昭和4年）
  - 2月21日：第16師団に満洲駐箚が下令。
  - 4月10日：連隊は奈良を出発し大阪港を出航。
  - 4月14日：大連に上陸。
  - 4月18日：長春に屯営し警備。
- 1931年（昭和6年）4月：奈良に帰還。
- 1934年（昭和9年）
  - 3月17日：『軍令陸甲第八號』により第16師団に満洲駐箚が下令。
  - 4月6日  ：連隊に動員下令。
  - 4月21日：連隊主力は奈良を出発。
  - 4月28日：新京・吉林に到着。第16師団は関東軍の指揮下に編入され、連隊は斉斉哈爾の警備。
- 1936年（昭和11年）
  - 4月　 ：任務を終了し、奉安を出発。
  - 6月　 ：奈良に帰還。
- 1937年（昭和12年）
  - 7月7日  ：日中戦争勃発。
  - 8月24日：第16師団（中島今朝吾中将）に動員下令。第2軍（西尾寿造中将）戦闘序列に編入。
  - 9月5日  ：奈良を出発し、大阪港を出航。
  - 9月12日：塘沽に上陸。北寧鉄道に沿って天津に集結。
  - 9月14日：津浦沿線独流鎮より浸水した河北平野を子冴河に添い南趙扶鎮に前進、第一線の歩兵第63連隊（福栄真平大佐・松江）の戦線を継承。
  - 9月20日：大城付近の敵陣を攻撃。
  - 9月22日：安慶屯を攻略。
  - 9月24日：東馬村を攻略。
  - 9月26日：中国軍の水陸の要衝沙河橋鎮を激戦の末に攻略。
  - 9月29日：献県に進撃。
  - 10月10日：寧普に進撃。
  - 10月12日：南和を経て京漢線に達し、浸水の河北平野約400kmを縦断。
  - 11月10日：大連に集結。
  - 11月11日：大連を出航。
  - 11月12日：第16師団は上海派遣軍（松井石根大将）戦闘序列に編入。
  - 11月14日：長江を溯上し、徐六経口に上陸。中華民国の首都・南京に向かって進撃を開始。
  - 11月16日：常熱に進撃。
  - 11月23日：無錫周辺の敵陣を攻略。
  - 11月24日：停車場を占領。

- 1938年（昭和13年）
  - 4月7日  ：大本営は支那第5戦区軍（李宗仁･60万）を包囲殲滅すべく徐州作戦を下令。
  - 5月2日  ：徐州作戦参加のため済南を経て済寧に集結。
  - 5月11日：進撃を開始。
  - 5月14日：金郷に進出。
  - 5月19日：徐州北方高地の九里山を攻略。中国軍が徐州を放棄し撤退。
  - 5月20日：軍は徐州を攻略。
  - 5月21日：敗走する支那軍を反転して追撃、隴海線沿いに西進。
  - 5月24日：碭山を攻略。
  - 5月31日：睢県に進出。
  - 6月1日  ：杞県を攻略。
  - 6月4日  ：尉氏に進出。挺進隊を新鄭付近に進出させ京漢線を遮断。
  - 6月9日  ：国民革命軍第32軍長商震は蔣介石の命により、我が軍の追撃阻止のため黄河の堤防を爆破（黄河決壊作戦）。
  - 6月15日：自国民もろとも押し流し氾濫が尉氏付近に及び、歩兵第38連隊は孤立。第10師団（佐々木到一中将・姫路）に救出されるも追撃は遅滞。そのため、東方に反転。
  - 7月7日 ：睢県付近に集結。
  - 八月末  ：漢口作戦参加のため盧州に集結。
  - 9月4日  ：六安を通過。
  - 9月17日：商城を攻略。大別山系の突破作戦を開始。山上に布陣する支那軍に苦戦しながらも約1ヶ月後突破に成功。麻城を経て孝感･雲夢･安陸に進出。

- 1939年（昭和14年）
  - 4月　    ：南昌作戦に呼応して漠水左岸の要衝・鐘祥を攻略。漢水渡河中の中国軍の逆襲を阻止。
  - 5月1日  ：第11軍の襄東作戦に参加。
  - 7月11日：第16師団に復員が下令。
  - 7月14日：第16師団隷下部隊は、岡村寧次中将から感状を授与され、安陸･孝感に集結。
  - 8月17日：奈良に凱旋。
- 1940年（昭和15年）7月10日：陸軍省は『昭和十五軍備改變要領　其ノ二』を発令[注釈 4]。常備師団を、3単位編制に改編[1]。
- 1941年（昭和16年）
  - 2月　　：世界情勢の緊張により戦力向上のため、夏の編成予定を早めて歩兵団司令部と歩兵連隊1コ欠で第29師団編成下令[2][3][注釈 5]。
  - 4月1日  ：第29師団（上村利道中将･名古屋）に、歩兵第18連隊（石井信大佐･豊橋）・歩兵第50連隊（緒方敬志大佐･松本）とともに隷属転移。
  - 4月16日：奈良を出発。満洲遼陽に移駐し警備（＊関東軍戦略総予備師団）。
  - 7月　　 ：関東軍特種演習。戦時部隊に切り替えるため臨時編成を命ぜられた[4][注釈 6]。
  - 12月8日：対米開戦。関東軍兵団は静謐保持下令[1]。
- 1942年(昭和17年) 
  - 　　 ：名古屋師管より新兵が入隊（ 歩兵第38連隊には 静岡県の兵が入隊[5]）。
  - 7月  ：欠如部隊が支那より来満、師団隷下に編合[1]。
- 1943年(昭和18年) 11月：在満師団は駐屯体制に一部復員。編成縮小[1]。
- 1944年（昭和19年）
  - 2月10日：南方派遣のため大陸用野戦師団より島嶼戦用海洋師団に編制改正（歩兵連隊= 歩兵大隊×3、砲兵大隊×1、工兵･補給･通信･衛生中隊×各1）[1]。
  - 2月20日：絶対防衛圏構成のため第29師団（高品彪中将）は中部太平洋（マリアナ）派遣が決定され第31軍（小畑英良中将）編入[1]。
  - 2月20日：遼陽を出発し釜山に集結。
  - 2月24日：連隊主力は師団司令部とともに安藝丸に乗船し釜山港を出港。
  - 2月25日：宇品沖（広島）に仮泊し物資を積載。駆逐艦「岸波」･「朝霜」･「沖波」の護衛の下、出航。
  - 2月29日：沖大東島南方200kmにおいて米潜トラウトの雷撃を受け、安藝丸大破（30名散華）･東山丸小破（不発）･崎戸丸が沈没（歩兵第18連隊長・門間健太郎大佐以下2,358名･船員52名･船舶砲兵65名散華）。[注釈 7]
  - 3月4日  ：連隊は大宮島に上陸。第3大隊は師団予備として本田台に、連隊本部を有羽山（アリファン）北側、連隊主力は島南部の昭和湾（アガット）に、第2大隊は連隊右翼の表半島に陣地築城（昭和湾地区隊）[6]。南部マリアナ地区集団を構成し防衛配備[1]。
  - 6月11日：米軍が大宮島に空襲を開始。飛行場･港湾施設が破壊される。
  - 6月15日：米軍はサイパン島に上陸を開始。
  - 6月21日：軍司令官・小畑英良中将がパラオより大宮島に来着[注釈 8]。
  - 7月8日：大宮島に艦砲射撃が開始。[注釈 9]
  - 7月9日：サイパン島守備の中部太平洋方面艦隊（南雲忠一中将）、第31軍（井桁敬治少将（軍司令官代理）[注釈 10]）が総攻撃を決行し玉砕。
  - 7月中旬：第3大隊（第9中隊は師団予備として残置）は連隊に復帰。連隊左翼に陣地築城を開始。
  - 7月18日：大宮島に本格的な空母機空襲と艦砲射撃が開始。[注釈 11]
  - 7月21日 0700： 艦載機による空襲の後、昭和湾、明石湾の２ヶ所からアメリカ軍上陸を開始。[注釈 12]
  - [注釈 13][注釈 14][注釈 15]
  - 7月22日：連隊長以下大半が戦死[注釈 16][注釈 17]。
  - [注釈 18][注釈 19][注釈 20]
  - 8月11日： 小畑軍司令官･田村義冨参謀長は司令部壕内において拳銃で自決[注釈 21]。

## 終戦後
- 1945年（昭和20年）年9月15日：第29師団参謀･武田英之中佐以下1,000名が米軍に正式投降（守備隊総員20,810名、19,135名散華、1,305名生還）。
- 1972年（昭和47年）2月2日：歩兵第38連隊の補給中隊所属の横井庄一軍曹が現地人に発見され、帰還。

## 歴代連隊長
| 代 | 氏名         | 在任期間               | 備考               |
| -- | ------------ | ---------------------- | ------------------ |
| 1  | 波多野毅     | 1896.9.25 - 1897.10.11 |                    |
| 2  | 安田宗直     | 1897.10.11 - 1899.9.8  |                    |
| 3  | 石田正珍     | 1899.9.8 - 1902.5.5    | 中佐、1901.11.大佐 |
| 4  | 内藤新一郎   | 1902.5.5 - 1905.3.29   |                    |
| 5  | 江木淸夫     | 1905.3.29 - 1906.3.1   |                    |
| 6  | 岩田正吉     | 1906.3.1 - 1907.9.14   | 中佐、大佐昇進     |
| 7  | 若見虎治     | 1907.9.14 - 1909.11.30 | 中佐、大佐昇進     |
| 8  | 福田雅太郎   | 1909.11.30 - 1910.12.1 |                    |
| 9  | 久邇宮邦彦王 | 1910.12.1 - 1913.8.31  |                    |
| 10 | 小川賢之助   | 1913.8.31 - 1915.3.27  |                    |
| 11 | 伊藤祐武     | 1915.3.27 - 1915.10.4  |                    |
| 12 | 村田信乃     | 1915.10.4 - 1917.8.6   |                    |
| 13 | 大竹沢治     | 1917.8.6 -             |                    |
| 14 | 安芸晋       | 1918.7.16 -            |                    |
| 15 | 平野秋夫     | 1918.12.17 -           |                    |
| 16 | 宇野捨二     | 1922.2.8 -             |                    |
| 17 | 江藤源九郎   | 1925.5.1 -             |                    |
| 18 | 稲垣孝照     | 1927.7.26 -            |                    |
| 19 | 徳野外次郎   | 1928.8.10 -            |                    |
| 20 | 太田義三     | 1930.3.6 -             |                    |
| 21 | 伊東正弼     | 1931.10.1 -            |                    |
| 22 | 篠原次郎     | 1933.8.1 -             |                    |
| 23 | 田路朝一     | 1935.3.15 -            |                    |
| 24 | 助川静二     | 1937.3.1 -             |                    |
| 25 | 近藤元       | 1938.7.15 -            |                    |
| 末 | 末長常太郎   | 1940.8.1 - 1944.9.30   | 戦死               |